# 1952年鐵路
此條目列出1952年發生有關鐵路運輸的事件。

## 事件

### 1月
- 1月30日：莫斯科地鐵環狀線由庫爾斯克站延長至白俄羅斯站。

### 3月
- 3月25日：西武鐵道新宿線由高田馬場站延長至西武新宿站。

### 5月
- 5月3日：芝加哥地鐵儲車廠支線（英语：Stock Yards branch (CTA)）沃拉斯站關閉，次日肯保特公園支線（英语：Humboldt Park branch (CTA)）停運[1]。

### 7月
- 7月21日：南加州發生黎克特制7.3級地震（1952年克恩縣地震（英语：1952 Kern County earthquake）），最高修訂麥加利地震烈度達到XI度，造成12人死亡過百人受傷。部分混凝土鐵路隧道壁出現裂縫，軌道移位，隧道長度壓縮了2.5公尺。

### 8月
- 8月2日：水牛城交易街站（英语：Buffalo-Exchange Street Station）啟用。

### 10月
- 10月4日：布魯塞爾國會站（英语：Brussels-Congress railway station）啟用。
- 10月5日：大阪市營地下鐵1號線（現為大阪市高速電氣軌道御堂筋線）由昭和町站延長至西田邊站。

### 11月
- 11月24日：臺鐵增設崁頂車站。